# Eto slutjilos v militsii
Eto slutjilos v militsii (russisk: Это случилось в милиции) er en sovjetisk spillefilm fra 1963 af Villen Azarov.

## Medvirkende
- Vsevolod Sanajev som Nikolaj Sazonov
- Mark Bernes som Sergej Prosjin
- Vjatjeslav Nevinnyj som Serebrovskij
- Aleksandr Beljavskij som Ganin
- Oleg Golubitskij som Kaljajev